# Niger et aurum

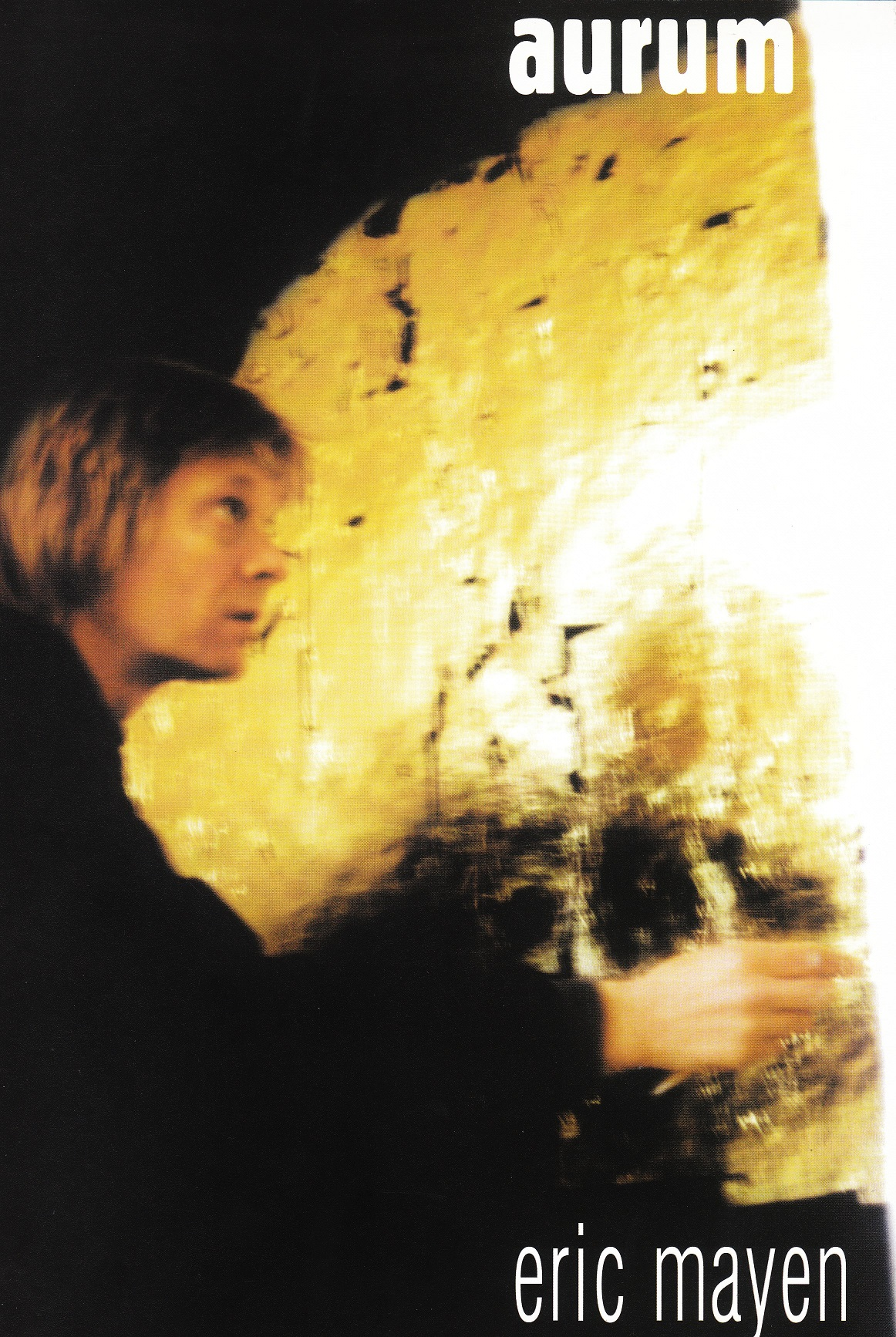
Okładka katalogu aurum

Niger et aurum – pozłacana nisza w bazylice Mariackiej w Gdańsku. Dzieło konceptualne autorstwa Erica Mayena. Od stycznia 2019 roku również miejsce spoczynku prezydenta Gdańska Pawła Adamowicza.

## Historia
W roku 1997 Eric Mayen zrealizował konceptualne dzieło pt. niger et aurum (Czerń i złoto) w kaplicy św. Marcina w bazylice Mariackiej w Gdańsku. Praca powstała dzięki otwartości na sztukę ówczesnego prałata Stanisława Bogdanowicza, który udostępnił to miejsce na realizację.
Artysta o pracy: „W dniu 6 maja 1997 pomalowałem niszę w bazylice Mariackiej na czarno. Przez trzy dni oddziaływała czernią. W dniu obchodów Wniebowstąpienia Chrystusa, 8 maja 1997, położyłem na czerń płatki złota”.
Praca osadzona jest w symbolice miejsca i kolorów: czerń (niger) oznacza pierwotną ciemność, zło, mrok śmierci, czerń symbolizuje również czas; złoto (aurum) to słońce, oświecenie, atrybut świętości, czyste światło. Pozłocona nisza ukazuje zwycięstwo dobra nad złem, światłości nad mrokiem, odnosi się do wniebowstąpienia zmartwychwstałego Jezusa, które jest jego triumfem i ukoronowaniem życia ziemskiego.

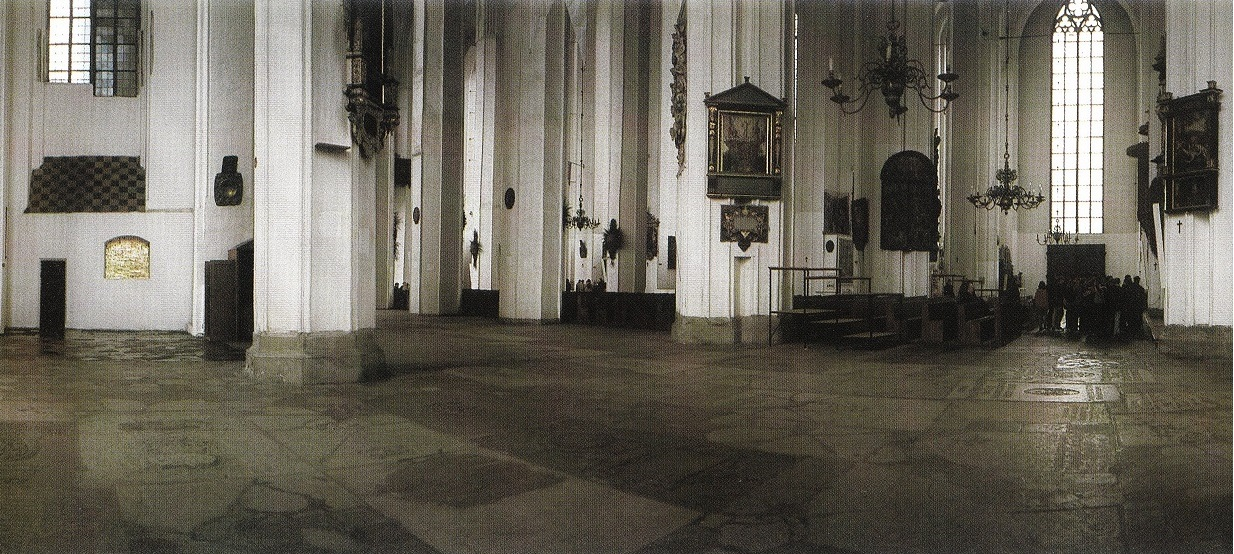
niger et aurum (po lewej) w bazylice Mariackiej w Gdańsku

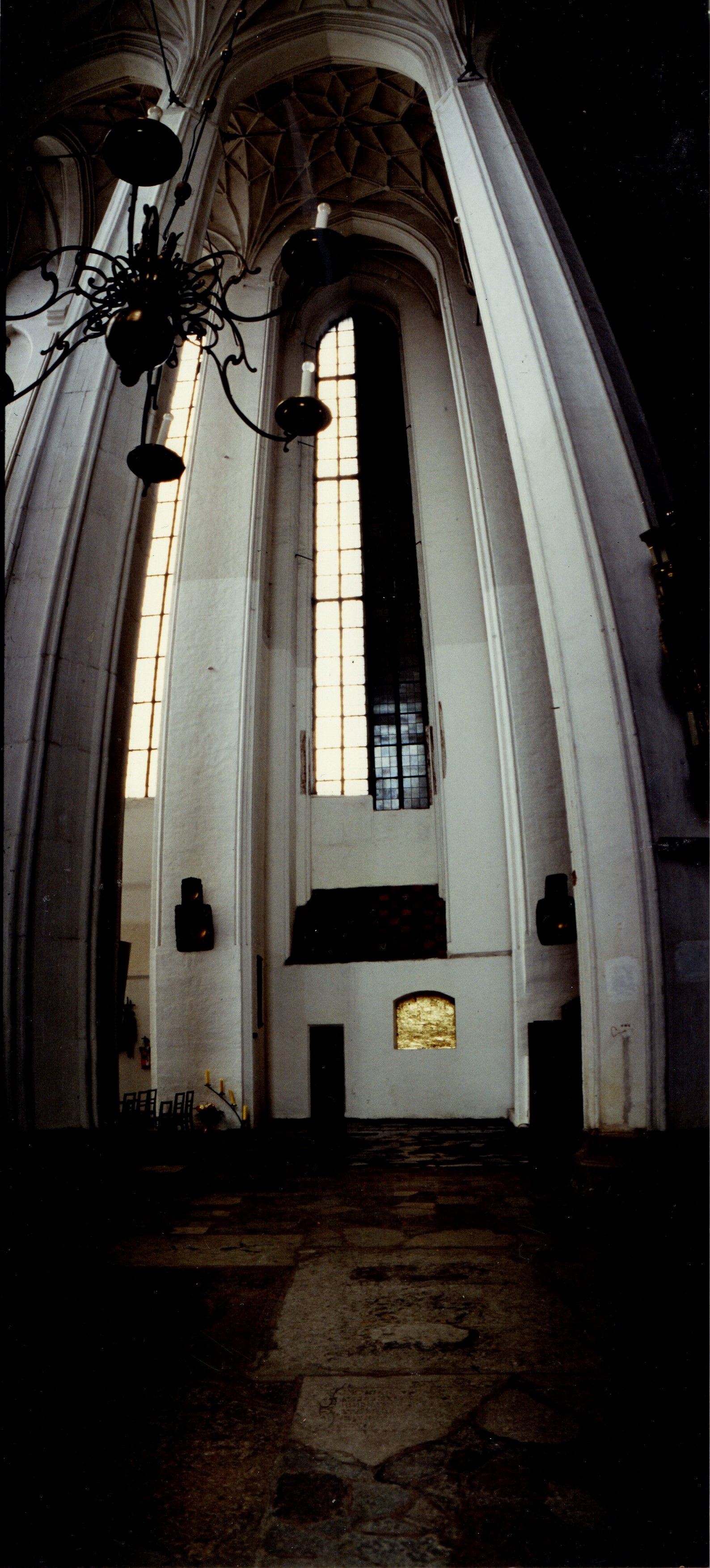
niger et aurum w bazylice Mariackiej w Gdańsku

W styczniu 2019 roku odbyły się uroczystości pogrzebowe prezydenta Gdańska Pawła Adamowicza, zmarłego w wyniku ran zadanych przez nożownika podczas Finału Wielkiej Orkiestry Świątecznej Pomocy. Urna z prochami prezydenta została złożona w pozłoconej niszy Erica Mayena. Wybór miejsca spoczynku dla tragicznie zmarłego prezydenta Pawła Adamowicza łączy się z dziełem artysty. Urna trafiła w kontekst pracy symbolizującej pokonanie zła oraz przezwyciężenie śmierci.
niger et aurum jest pierwszą częścią tryptyku aurum, na który składają się również konceptualne realizacje: transformatio (projekt dla miast partnerskich Oświęcimia i Kerpen; 1999-2000) i discointidentia (Hommage à Klem, Muzeum Ziemi Lubuskiej, Zielona Góra, 1997-98).